# Tasiocera prolixa
Tasiocera prolixa là một loài ruồi trong họ Limoniidae. Chúng phân bố ở miền Australasia.